# Wetzrillen von Saint-Mard
Die Wetzrillen von Saint-Mard (französisch Les Polissoirs de Saint-Mard oder Les polissoirs de Bruzel) liegen südöstlich von Saint-Mard und Virton, bei Arlon in der Provinz Luxemburg im äußersten Süden von Belgien.
Die Wetzrillen in den Blöcken aus rosagrauem Sandstein, lokal auch Hexen- oder Feensteine genannt, zeigen Spuren von intensivem Gebrauch. Sie liegen nebeneinander an einem sehr kleinen Bach, dem Ruisseau des Brûzelles, einem Zufluss des Vire. Ein trogförmiges, natürliches Becken liegt zwischen den Rillen. Andere Blöcke liegen an den Hängen des „Bois de la Côte“ zwischen Saint-Mard und Ruette.
Ein dritter Stein, in der Nähe, scheint nicht als Wetzstein verwendet worden zu sein.
In der Nähe liegt der Pseudodolmen von Gomery.